# Callistochiton ashbyi
Callistochiton ashbyi is een keverslakkensoort uit de familie van de Callistoplacidae. De wetenschappelijke naam van de soort is voor het eerst geldig gepubliceerd in 1969 door Barnard.